# Jorge del Castillo (futbolista)
Jorge Andreé del Castillo Díaz (Iquitos, 28 de septiembre de 2004) es un futbolista peruano. Juega de centrocampista y su equipo actual es el Alianza Atlético de la Liga 1 de Perú.

## Clubes
| Club                     | Temporada |
| ------------------------ | --------- |
| Alianza Lima             | 2023      |
| Alianza Atlético Sullana | 2024-act. |

## Palmarés

### Torneos cortos
| Título          | Club         | País | Año  |
| --------------- | ------------ | ---- | ---- |
| Torneo Apertura | Alianza Lima | Perú | 2023 |